# Coppa Europa di sci alpino 1980
La Coppa Europa di sci alpino 1980 fu la 9ª edizione della manifestazione organizzata dalla Federazione Internazionale Sci.
In campo maschile l'italiano Siegfried Kerschbaumer si aggiudicò la classifica generale; l'austriaco Dieter Amann vinse quella di discesa libera, l'italiano Tiziano Bieller quella di slalom gigante e lo svedese Bengt Fjällberg quella di slalom speciale. Il norvegese Jarle Halsnes era il detentore uscente della Coppa generale.
In campo femminile l'austriaca Erika Gfrerer si aggiudicò sia la classifica generale, sia quelle di discesa libera e di slalom gigante; la cecoslovacca Olga Charvátová vinse quella di slalom speciale. La norvegese Bente Dahlum era la detentrice uscente della Coppa generale.

## Uomini

### Classifiche

#### Generale
| Pos. | Nome                   | Nazione | Punti |
| ---- | ---------------------- | ------- | ----- |
| 1    | Siegfried Kerschbaumer | Italia  | 152   |
| 2    | Tiziano Bieller        | Italia  | 146   |
| 3    | Helmut Gstrein         | Austria | 125   |

#### Discesa libera
| Pos. | Nome                   | Nazione | Punti |
| ---- | ---------------------- | ------- | ----- |
| 1    | Dieter Amann           | Austria | 85    |
| 2    | Siegfried Kerschbaumer | Italia  | 82    |
| 3    | Hannes Thonhofer       | Austria | 73    |

#### Slalom gigante
| Pos. | Nome            | Nazione | Punti |
| ---- | --------------- | ------- | ----- |
| 1    | Tiziano Bieller | Italia  | 125   |
| 2    | Efrem Merelli   | Italia  | 77    |
| 3    | Helmut Gstrein  | Austria | 74    |

#### Slalom speciale
| Pos. | Nome                  | Nazione | Punti |
| ---- | --------------------- | ------- | ----- |
| 1    | Bengt Fjällberg       | Svezia  | 82    |
| 2    | Giuseppe Carletti     | Italia  | 76    |
| 2    | Lars-Göran Halvarsson | Svezia  | 76    |

## Donne

### Classifiche

#### Generale
| Pos. | Nome            | Nazione        | Punti |
| ---- | --------------- | -------------- | ----- |
| 1    | Erika Gfrerer   | Austria        | 198   |
| 2    | Olga Charvátová | Cecoslovacchia | 187   |
| 3    | Lenka Vlčková   | Cecoslovacchia | 128   |

#### Discesa libera
| Pos. | Nome               | Nazione  | Punti |
| ---- | ------------------ | -------- | ----- |
| 1    | Erika Gfrerer      | Austria  | 50    |
| 2    | Elisabeth Kirchler | Austria  | 34    |
| 3    | Claudine Emonet    | Francia  | 25    |
| 3    | Torill Fjeldstad   | Norvegia | 25    |

#### Slalom gigante
| Pos. | Nome               | Nazione  | Punti |
| ---- | ------------------ | -------- | ----- |
| 1    | Erika Gfrerer      | Austria  | 50    |
| 2    | Elisabeth Kirchler | Austria  | 34    |
| 3    | Torill Fjeldstad   | Norvegia | 25    |

#### Slalom speciale
| Pos. | Nome             | Nazione        | Punti |
| ---- | ---------------- | -------------- | ----- |
| 1    | Olga Charvátová  | Cecoslovacchia | 110   |
| 2    | Lenka Vlčková    | Cecoslovacchia | 92    |
| 3    | Anni Kronbichler | Austria        | 63    |